# Punta de Lequeutre
La Punta de Lequeutre, o tradicionalment Tossal des Capceres o  Capceres de Caldes, és una muntanya que es troba en el terme municipal de la Vall de Boí, a l'Alta Ribagorça; i dins el Parc Nacional d'Aigüestortes i Estany de Sant Maurici.

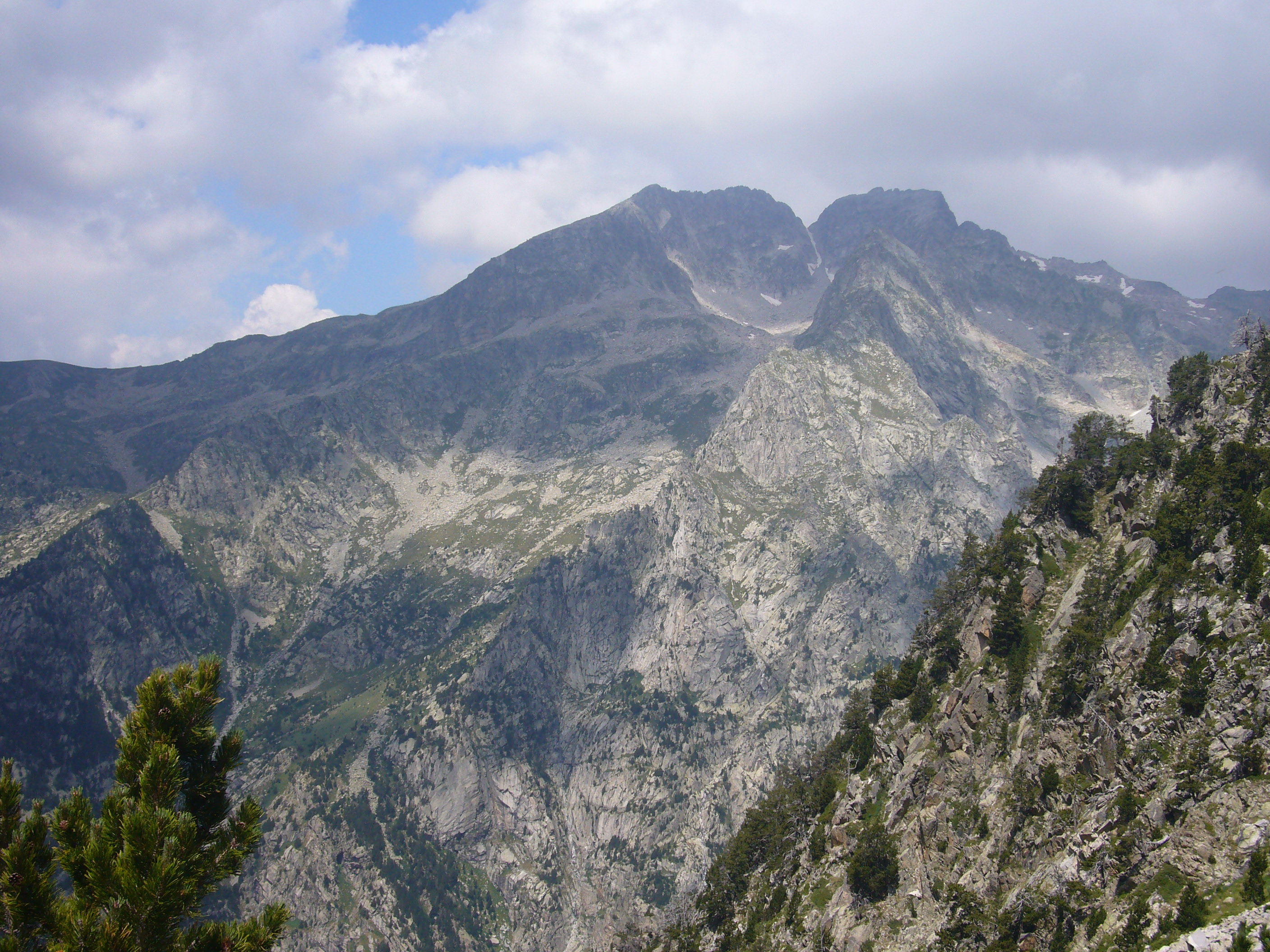
Els Besiberris des del Barranc de Comalesbienes (Imatge amb anotacions)

El pic, de 2.966,2 metres, amb una prominència de 5 metres, es troba en l'extrem sud del Massís de Besiberri, en el tram que separa l'occidental Vall de Llubriqueto i l'oriental Ribera de Caldes. Està situat al sud de la Punta de Passet i al nord de la Serra Plana.
El nom li ve del pirineista francès Alphonse Lequeutre.

## Rutes[3]
Des del desguas de l'Estany Gémena de Baix, remuntant per la carena de la Serra Plana.